# Manuel Almeda i Esteva
Manuel Almeda i Esteva (Girona, 1848 – 1938) fou un arquitecte català. Fou l'arquitecte municipal de Girona (1875); arquitecte diocesà (1878); arquitecte provincial (1882) i corresponsal de l'Reial Acadèmia de Belles Arts de San Fernando (1882). A la ciutat de Girona va projectar edificis com la casa Llach (1878), la casa Almeda (1895), el Teatre Municipal de Girona (1878?) i l'església del Sagrat Cor de Girona (1997). Destaca la seva activitat a Sant Feliu de Guíxols, on va dissenyar 34 edificis particulars, un edifici social i un de religiós, en el període 1878 i 1895. Hi destaca la capella del cementiri, l'habitatge d'Agustí Ribas (1881), el de Clara Jubert de Patxot (1883), el Casino La Unión (1889) i la casa de Josep Batet i Camps (1895).